# Mascarenhas de Morais
João Baptista Mascarenhas de Morais (tudi João Baptista Mascarenhas de Moraes), brazilski feldmaršal in pisatelj, * 13. november 1883, † 17. september 1968.
Med drugo svetovno vojno je bil poveljnik Brazilske ekspedicijske sile, edine južnoameriške vojaške enote, ki se je bojevala med vojno.